# 拋出窗外

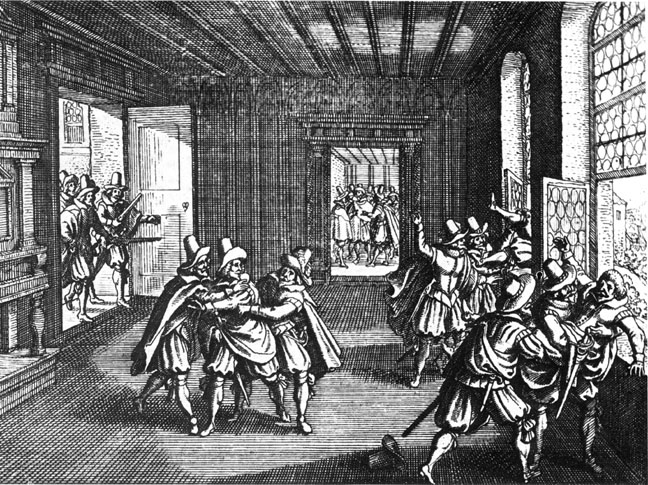
马特乌斯·梅里安描繪1618年發生的布拉格拋窗事件。

拋出窗外（英語：Defenestration）是把某人或某物從窗戶拋出的行為。這個詞起源自布拉格拋窗事件，是發生於1618年的布拉格城堡，後成為了三十年戰爭的導火線。這種十足老波希米亞風的行為在約200年前（1419年）的布拉格新市政廳也發生過，當時引發了胡斯战争。本詞源自於新拉丁语 de-是之外或離開而fenestra則意指窗戶或開啟。同樣地，這個詞也可以用來形容足以被拋出窗外的條件，像是二十世紀科幻作家的小說名《厄門特魯德·印曲被拋出窗外的條件》。
拋出窗外這個詞的意涵有著強加或蠻橫地把對手除去的意味，通常使用這個詞也就是上述的意思，這詞也同時意味著在過程中窗戶也被打破。（de-也有破除的意思）。

## 案例
除了最著名的三次布拉格拋窗事件，其他的拋出窗外例如：
- 1572年，法王查理九世的好友、胡格諾派領袖加斯帕爾·德·科利尼遭到殺害，此事是依照查理的母親——凱瑟琳·德·美第奇的意願而為。在聖巴托羅繆大屠殺中，成千上萬的胡格諾派教徒被殺，事件起於士兵闖入科利尼的住所，將其刺殺，並將屍體從窗戶拋下。
- 1903年，一群塞爾維亞軍官刺殺了亞歷山大國王與德拉加王后，並將他們的屍體從窗戶拋下。
- 1968年，在文化大革命期間，鄧小平之子鄧樸方被紅衛兵從窗戶扔下，造成其下半身完全瘫痪。
- 1969年，義大利無政府主義者朱塞佩·皮內利（Giuseppe Pinelli）因涉嫌參與皮亞扎豐塔納爆炸案而被捕，之後人們目睹他從米蘭警察局四樓窗戶墜落身亡；他後來被證明與該爆炸案無關[8]。此事後被达里奥·福寫入名作《一個無政府主義者的意外死亡》。
- 2022年，俄羅斯寡頭、卢克石油董事长拉维尔·马加诺夫從所在的醫院墜樓身亡。卢克石油已表示马加诺夫“因重病去世”[9][10][11]，而塔斯社隨後表示马加诺夫的死因為自殺，并表示他生前一直在服用抗抑郁药。[12]據熟悉马加诺夫的人表示他不太可能也沒條件自杀。[12]与警方关系密切的俄罗斯新闻网站Baza則表示，因为監控剛好「正在維修」，所以無法看到現場影片。[13]